# Pfarrhof (Untermässing)

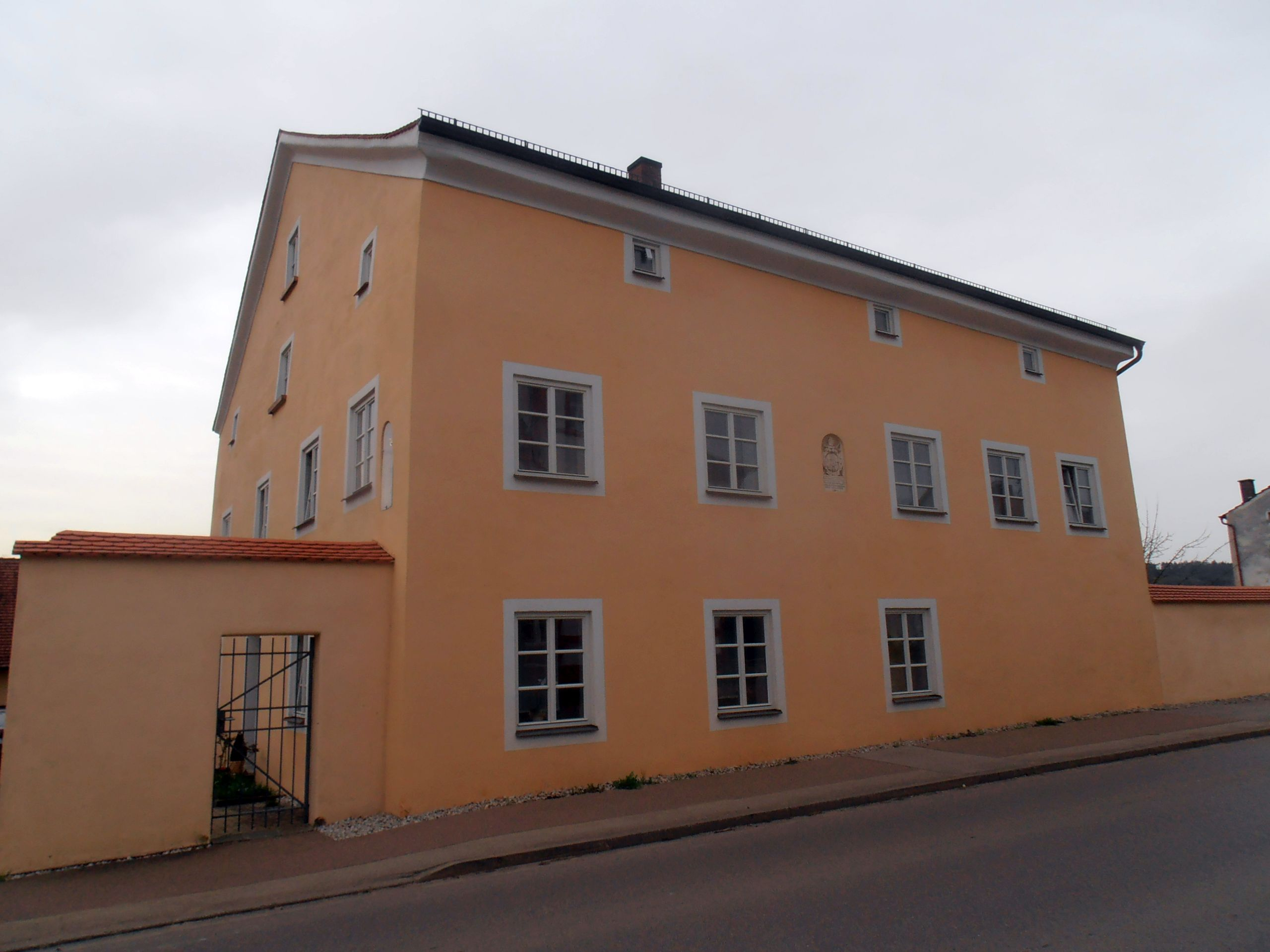
Pfarrhof in Untermässing

Der katholische Pfarrhof in Untermässing, einem Gemeindeteil der Stadt Greding im mittelfränkischen Landkreis Roth in Bayern, wurde zwischen 1685 und 1687 durch Johann Baptist Camesino und Daniel Barsch nach Plänen von Jakob Engel errichtet. Der Vorgängerbau war 1626 abgebrannt. Der Pfarrhof an der Talstraße 17 ist ein geschütztes Baudenkmal.
Es handelt sich um einen zweigeschossigen Massivbau mit Satteldach und Kniestock. Ursprünglich war es mit Kalkplatten gedeckt. An der Südseite ist eine Nische mit einer spätgotischen Figur des hl. Leodegar, des Untermässinger Pfarrpatrons, welche etwa 1520 entstand. Benachbart ist ein Pfarrstall mit Fachwerkkniestock und -giebel aus dem 18. Jahrhundert.